# Raphaël Parisella
Raphaël Parisella (Montreal, 23 oktober 2002) is een Canadees wielrenner.

## Carrière
In 2019 werd Parisella nationaal kampioen op de weg bij de junioren, voor Matisse Julien en Lukas Carreau. Twee jaar later nam hij deel aan onder andere de Ronde van de Toekomst. Tijdens een stage bij Rally Cycling nam hij deel aan onder meer de Ronde van de Doubs en het Kampioenschap van Vlaanderen. Op het wereldkampioenschap in Vlaanderen nam hij deel aan zowel de tijdrit als de wegwedstrijd bij de beloften. In 2022 werd Parisella prof bij B&B Hotels-KTM. Zijn debuut voor die ploeg maakte hij in februari in de Ster van Bessèges. Later dat jaar stond hij aan de start van onder meer Kuurne-Brussel-Kuurne, Nokere Koerse en de Scheldeprijs.

## Overwinningen
2019
 Canadees kampioen op de weg, Junioren

## Ploegen
- 2021 –  Rally Cycling (stagiair vanaf 1 augustus)
- 2022 –  B&B Hotels-KTM
- 2023 –  Dinan Sport Cycling

Barbier · Barthe · Boileau · Bonnamour · Chevalier · Debusschere · Ferasse · Gautier · Gougeard · Heidemann · Hivert · Jauregui · Koretzky · Lagrée · Laurance · Lecroq · Lemoine · Lietaer · Morice · Mozzato · Parisella · Rolland · Schönberger · Warlop · Dauphin (stagiair) · Mahoudo (stagiair) · Rouland (stagiair)